# Паль Явор
Паль Я́вор (угор. Jávor Pál) (нар. 5 лютого 1907, Будапешт — пом. 5 лютого 1989, Будапешт) — угорський футболіст, що грав на позиції нападника, та футбольний тренер. Загалом у ролі гравця і тренера 7 разів ставав чемпіоном Угорщини.

### Клубна кар'єра
Явор народився в VI районі Будапешта, що носить назву Уйпешт. У цьому районі базується команда з однойменною назвою. Тому саме в ній починав свою кар’єру молодий гравець. Дебютувавши в першій команді в 1926 році, Явор не зумів закріпитися в «основі», хоча й немало забивав. У 1929 році гравець перейшов до клубу «Шомодь» з Капошвара. В Другій лізі чемпіонату в 1931 році він забив 54 голи (рівно половину із забитих командою) і допоміг завоювати путівку в елітний дивізіон.
Після такого результату провідні команди країни — «Ференцварош» та «Уйпешт» — стали запрошувати гравця до свого складу. Явор вирішив повернутися до рідного «Уйпешта» й одразу став одним із бомбардирів команди, забиваючи в середньому 1 гол за гру. Найбільш успішний період для команди, коли було завойовано два чемпіонських титули і здобуто перемоги у міжнародних турнірах Кубку Мітропи і Кубку Націй, він пропустив, але таки долучився до кількох значних перемог. Був викликаний до збірної, але лише на одну гру. В 1933 році «Уйпешт» завоював третій чемпіонський титул за чотири роки, а сам Явор став найкращим бомбардиром чемпіонату з 31 забитим голом (у 21 матчі). Ще один титул чемпіона в складі «Уйпешта» він виграв у 1935 році. Протягом усього часу виступів за команду Явор забив 83 голи у 100 матчах чемпіонату. 
Потім футболіст три роки виступав у складі братиславського клубу «Слован», а завершив ігрову кар’єру в угорській команді «Чепель».

## Виступи за збірну
У складі національної збірної провів лише один матч — проти Італії в Турині 27 листопада 1932 року (2:4), у якому не забив.

## Тренерська кар'єра
Ще в «Словані» Явор був граючим тренером команди. На батьківщині розпочав тренувати в клубі «Чепель» одразу після завершення ігрової кар’єри. Команді вдалося перервати тривладдя столичних клубів МТК, «Уйпешта» й «Ференцвароша», які з 1903 року нікого не підпускали до чемпіонського трону. «Чепель» під керівництвом тренера Паля Явора став чемпіоном країни в 1942 й 1943 роках.
З 1945 року Явор працював в «Уйпешті», з яким завоював чемпіонські титули в 1945 і 1946 роках. Часто Явору приписують також титул 1947 року, адже початок сезону саме він був головним тренером команди, пізніше передавши посаду знаменитому Белі Ґуттманну. На той час Явору тільки-но виповнилось 40 років, а він уже був п’ятиразовим чемпіоном країни в ролі тренера, працював з багатьма відомими футболістами, які входитимуть до складу угорської збірної, так званої «золотої команди», яка на початку 1950-х буде однією з найсильніших у світі.
Далі кар’єра Явора була не такою успішною. Він працював з багатьма командами, але найвищих результатів досяг ще лише одного разу: все з тим же «Чепелем» став чемпіоном у 1959 році.
Загалом у ролі головного тренера Паль Явор провів 431 матч у чемпіонаті Угорщини. В 1961 році він став лауреатом національної спортивної нагороди для тренерів Mesteredző (дослівно Майстер-тренер).
| Дата       | Місто | Господарі | Результат | Гості    | Турнір           | Голи | Примітки |
| ---------- | ----- | --------- | --------- | -------- | ---------------- | ---- | -------- |
| 27/11/1932 | Турин | Італія    | 4 – 2     | Угорщина | товариський матч | -    |          |
| Усього     |       | Матчів    | 1         |          | Голів            | 0    |          |